# Jane Greer
Jane Greer   (Washington DC, 9 de setembre de 1924 - Los Angeles, 24 d'agost de 2001) fou una actriu cinematogràfica estatunidenca a qui es recorda principalment pel seu paper de la femme fatale Kathie Moffat a Retorn al passat (1947).

## Biografia
El seu verdader nom era Bettejane Greer, i va néixer a Washington DC. En la seva adolescència va ser model i guanyadora d'un concurs de bellesa, i va iniciar la seva carrera en l'espectacle com a cantant d'una banda. Howard Hughes va observar una foto seva com a model a la portada de la revista Life del 2 de juny de 1947, i la va cridar a Hollywood, a la productora RKO, per treballar com a actriu en diversos films, incloent-hi Dick Tracy (1945), The Falcon's Alibi (1946), Retorn al passat (1947), No se'm creuran (1947), Fort Oest (1948) i The Big Steal (1949), títol que, al costat de Retorn al passat, va protagonitzar al costat de Robert Mitchum. Durant un parell d'anys no va actuar, i en reiniciar la seva carrera va intervenir en You're in the Navy Now (1951), El presoner de Zenda (1952), The Clown (1953), Run for the Sun (1956), Man of a Thousand Faces (1957), Where Love Has Gone (1964), Billie (1965) i The Outfit (1973), entre altres títols. El 1984 va intervenir en Against All Odds, una versió de Retorn al passat, pel·lícula en la qual interpretava la mare de Rachel Ward. També va participar en una paròdia televisiva de Retorn al passat emesa en el programa Saturday Night Live, al costat de la seva parella original, Robert Mitchum. Així mateix, va ser la mare de Norma Jennings en la sèrie Twin Peaks.
Greer va morir a causa d'un càncer als 76 anys, A Los Angeles, Califòrnia, i va ser enterrada al Cementiri Westwood Village Memorial Park de Los Angeles.
Jane Greer es va casar amb el cantant i actor Rudy Vallee el 1943, però es van divorciar a l'any següent. Va tornar a casar-se el 1947, amb Edward Lasker (1912-1997), un advocat i home de negocis de Los Angeles amb qui va tenir tres fills. El seu fill Lawrence Lasker és un productor cinematogràfic que ha participat en diversos títols, incloent-hi Wargames (1983) i Sneakers (1992).

## Filmografia parcial

### Cinema
- 1945: Two O'Clock Courage d'Anthony Mann
- 1945: Dick Tracy de William Berke
- 1947: Retorn al passat (Out of the Past) de Jacques Tourneur
- 1947: Simbad, el mariner (Sinbad the Sailor) de Richard Wallace
- 1947: No se'm creuran (They won't believe me) d'Irving Pichel
- 1949: Fort Oest (Station West) de Sidney Lanfield
- 1949: The Big Steal de Don Siegel
- 1951: The company she keeps de John Cromwell
- 1951: You're in the Navy now de Henry Hathaway
- 1952: The Prisoner of Zenda de Richard Thorpe
- 1952: You for Me de Don Weis
- 1956: Run for the Sun de Roy Boulting
- 1957: L'home de les mil cares (Man of a Thousand Faces) de Joseph Pevney
- 1964: Where Love has gone d'Edward Dmytryk
- 1965: Billie de Don Weis
- 1984: Contra tot risc (Against All Odds)
- 1989: Immediate Family de Jonathan Kaplan

### Televisió
Sèries, fora que s'indiqui altra cosa
- 1959: Alfred Hitchcock presents temporada 4, episodi 34 A True Account
- 1959: Bonanza, temporada 1, episodi 6 The Julia Bulette Story de Christian Nyby
- 1964: Burke's Law, primera sèrie, temporada 1, episodi 29 Who killed my Girl ?
- 1975: Colombo, primera sèrie, temporada 4 de Columbo, episodi 4: Troubled Watersde Ben Gazzara: Sylvia Danziger
- 1982: The Shadow Riders, telefilm d'Andrew V. McLaglen
- 1988: S'ha escrit un crim (Murder, She Wrote) temporada 5,The Last Flight of the Dixie Damsel
- 1990: Twin Peaks, tres episodis